# Голас вёскі (газета)

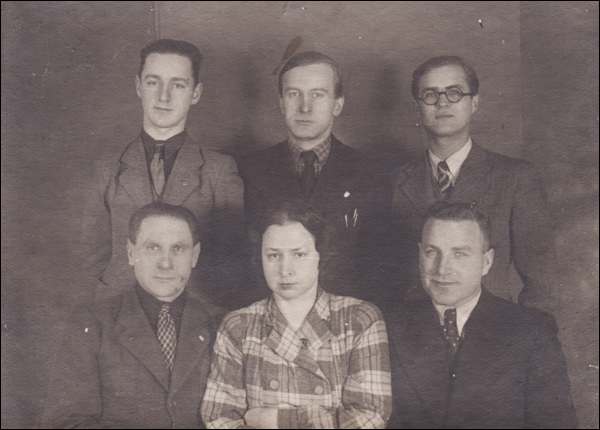
Редакція «Беларуської газети» та «Голасу вёскі». Сидять (зліва направо): Владислав Козловський, Наталія Арсеннєва, Олексій Сенкевич. Стоять (зліва направо): Володимир Кушаль, Антон Адамович, Караленко. Мінськ, грудень 1942

«Голас вёскі» — газета, що виходила з 1 жовтня 1941 до 16 червня 1944 у Мінську білоруською мовою під контролем німецької влади під час Другої світової війни. Редактори: М. Кораленко, Юхим Кіпель, А. Сенкевич.

## Історія
Поширювалася переважно в сільській місцевості Генеральної округи Білорутенія. Тенденційно висвітлювала події на фронтах Другої світової війни, публікувала накази німецької влади, виступи Гітлера, А. Розенберга, Вільгельма Кубе, критикувала колгоспну систему, вихваляла нацистський «новий аграрний порядок», аналізувала економічний потенціал білоруських земель, життя селян у іноземних країнах. Поради фермерам та односельчанам публікувались у розділах «На допомогу фермеру», «Сільський куточок», «Поради господині», «Ветеринарні поради» та інше.
Велика увага надавалася історії та культурі Білорусі (твір «Білорусь вчора та сьогодні» та стаття «Різдво в Білорусі» Й. Найдзюка, стаття «Могильов та його боротьба за свої права» З. Байдацького, «Як вірили наші предки» М. Щаглова, «Народна творчість» В. Глибинного), писали про сталінські репресії в 1930-х (уривки з книги «Володарі ГПУ» К. Альбрехта, стаття «Остання поразка білоруської інтелігенції» В. Клишевича та ін.). Газета опублікувала роман М. Дубровського «Проти лісу» (Р. Мурашки). Опубліковано 130 номерів.